# Anthrax actuosus
Anthrax actuosus är en tvåvingeart som beskrevs av Paramonov 1935. Anthrax actuosus ingår i släktet Anthrax och familjen svävflugor. Inga underarter finns listade i Catalogue of Life.